# Campeonato Mundial de Halterofilia
El Campeonato Mundial de Halterofilia es la máxima competición de halterofilia a nivel internacional. Es organizado desde 1891 por la Federación Internacional de Halterofilia (IWF). Desde 1946 se lleva a cabo anualmente a excepción de los años en los que se realizan Juegos Olímpicos. El primer campeonato para las mujeres se realizó en 1987, pero en distinta sede. A partir de 1991 se realizan paralelamente y en el mismo lugar.

## Formato
Desde 2018 las categorías en las que se compite son 20 (10 masculinas y 10 femeninas):
- Categorías masculinas: 55 kg, 61 kg, 67 kg, 73 kg, 81 kg, 89 kg, 96 kg, 102 kg, 109 kg y +109 kg.
- Categorías femeninas: 45 kg, 49 kg, 55 kg, 59 kg, 64 kg, 71 kg, 76 kg, 87 kg y +87 kg.

Cada categoría consta de un determinado número de participantes, que se dividen en 3 o 4 grupos (A, B, C y D), según el número de inscritos. En el grupo A están los atletas con mejores registros.
La competición consta de dos técnicas diferentes de levantamiento: arrancada y dos tiempos (hasta 1972 existía una tercera técnica, la de fuerza o press). Cada participante cuenta con tres intentos en cada una de las dos técnicas. Actualmente se permite aumentar el peso en intervalos de 1 kg (antes el intervalo mínimo era de 2,5 kg). En cada técnica el participante que más kilogramos levanta es el ganador; en caso de que dos o más levanten el mismo peso, entonces el vencedor será el de que posea menor peso corporal. Al final se suman los pesos levantados en ambas técnicas y se otorga el título de campeón a aquel con la mayor suma (esto es lo que se conoce como total olímpico).
Hay tres jueces de sala que deciden si los levantamientos se realizan completa y correctamente, de acuerdo a las reglas vigentes; en caso contrario dan su fallo oprimiendo una luz roja. Si dos jueces oprimen la luz roja, entonces el levantamiento es declarado inválido y el participante cuenta con dos minutos para volver a intentarlo, aunque también puede decidir aumentar el peso y esperar su turno. En caso de que no realice ninguno de los tres intentos correctamente, el levantador no obtiene un valor en el total olímpico.

## Ediciones
| Núm.     | Año  | Masculino                               | Femenino                                |
| -------- | ---- | --------------------------------------- | --------------------------------------- |
| I        | 1891 | Londres ( Reino Unido)                  | —                                       |
| II       | 1898 | Viena ( Austria)                        | —                                       |
| III      | 1899 | Milán ( Italia)                         | —                                       |
| IV       | 1903 | París ( Francia)                        | —                                       |
| V        | 1904 | Viena ( Austria)                        | —                                       |
| VI       | 1905 | Berlín ( Alemania)                      | —                                       |
| VII      | 1905 | Duisburgo ( Alemania)                   | —                                       |
| VIII     | 1905 | París ( Francia)                        | —                                       |
| IX       | 1906 | Lille ( Francia)                        | —                                       |
| X        | 1907 | Fráncfort ( Alemania)                   | —                                       |
| XI       | 1908 | Viena ( Austria)                        | —                                       |
| XII      | 1909 | Viena ( Austria)                        | —                                       |
| XIII     | 1910 | Düsseldorf ( Alemania)                  | —                                       |
| XIV      | 1910 | Viena ( Austria)                        | —                                       |
| XV       | 1911 | Stuttgart ( Alemania)                   | —                                       |
| XVI      | 1911 | Berlín ( Alemania)                      | —                                       |
| XVII     | 1911 | Dresde ( Alemania)                      | —                                       |
| XVIII    | 1911 | Viena ( Austria)                        | —                                       |
| XIX      | 1913 | Breslau ( Alemania)                     | —                                       |
| XX       | 1920 | Viena · ( Austria)                      | —                                       |
| XXI      | 1922 | Tallin ( Estonia)                       | —                                       |
| XXII     | 1923 | Viena · ( Austria)                      | —                                       |
| XXIII    | 1937 | París ( Francia)                        | —                                       |
| XXIV     | 1938 | Viena ( Alemania)                       | —                                       |
| XXV      | 1946 | París ( Francia)                        | —                                       |
| XXVI     | 1947 | Filadelfia ( Estados Unidos)            | —                                       |
| XXVII    | 1949 | Scheveningen · ( Países Bajos)          | —                                       |
| XXVIII   | 1950 | París ( Francia)                        | —                                       |
| XXIX     | 1951 | Milán · ( Italia)                       | —                                       |
| XXX      | 1953 | Estocolmo · ( Suecia)                   | —                                       |
| XXXI     | 1954 | Viena · ( Austria)                      | —                                       |
| XXXII    | 1955 | Múnich ( RFA)                           | —                                       |
| XXXIII   | 1957 | Teherán ( Irán)                         | —                                       |
| XXXIV    | 1958 | Estocolmo · ( Suecia)                   | —                                       |
| XXXV     | 1959 | Varsovia · ( Polonia)                   | —                                       |
| XXXVI    | 1961 | Viena · ( Austria)                      | —                                       |
| XXXVII   | 1962 | Budapest · ( Hungría)                   | —                                       |
| XXXVIII  | 1963 | Estocolmo · ( Suecia)                   | —                                       |
| XXXIX    | 1964 | Tokio ( Japón)                          | —                                       |
| XL       | 1965 | Teherán ( Irán)                         | —                                       |
| XLI      | 1966 | Berlín Este ( RDA)                      | —                                       |
| XLII     | 1968 | Ciudad de México · ( México)            | —                                       |
| XLIII    | 1969 | Varsovia · ( Polonia)                   | —                                       |
| XLIV     | 1970 | Columbus ( Estados Unidos)              | —                                       |
| XLV      | 1971 | Lima · ( Perú)                          | —                                       |
| XLVI     | 1972 | Múnich ( RFA)                           | —                                       |
| XLVII    | 1973 | La Habana · ( Cuba)                     | —                                       |
| XLVIII   | 1974 | Manila ( Filipinas)                     | —                                       |
| XLIX     | 1975 | Moscú ( URSS)                           | —                                       |
| L        | 1976 | Montreal · ( Canadá)                    | —                                       |
| LI       | 1977 | Stuttgart ( RFA)                        | —                                       |
| LII      | 1978 | Gettysburg ( Estados Unidos)            | —                                       |
| LIII     | 1979 | Salónica · ( Grecia)                    | —                                       |
| LIV      | 1980 | Moscú ( URSS)                           | —                                       |
| LV       | 1981 | Lille ( Francia)                        | —                                       |
| LVI      | 1982 | Liubliana ( Yugoslavia)                 | —                                       |
| LVII     | 1983 | Moscú ( URSS)                           | —                                       |
| LVIII    | 1984 | Los Ángeles ( Estados Unidos)           | —                                       |
| LIX      | 1985 | Södertälje · ( Suecia)                  | —                                       |
| LX       | 1986 | Sofía ( Bulgaria)                       | —                                       |
| LXI      | 1987 | Ostrava ( Checoslovaquia)               | Daytona Beach ( Estados Unidos)         |
| I        | 1988 | —                                       | Yakarta ( Indonesia)                    |
| LXII     | 1989 | Atenas · ( Grecia)                      | Mánchester ( Reino Unido)               |
| LXIII    | 1990 | Budapest · ( Hungría)                   | Sarajevo ( Yugoslavia)                  |
| LXIV     | 1991 | Donaueschingen · ( Alemania)            | Donaueschingen · ( Alemania)            |
| II       | 1992 | —                                       | Varna ( Bulgaria)                       |
| LXV      | 1993 | Melbourne ( Australia)                  | Melbourne ( Australia)                  |
| LXVI     | 1994 | Estambul ( Turquía)                     | Estambul ( Turquía)                     |
| LXVII    | 1995 | Cantón ( China)                         | Cantón ( China)                         |
| III      | 1996 | —                                       | Varsovia · ( Polonia)                   |
| LXVIII   | 1997 | Chiang Mai ( Tailandia)                 | Chiang Mai ( Tailandia)                 |
| LXIX     | 1998 | Lahti · ( Finlandia)                    | Lahti · ( Finlandia)                    |
| LXX      | 1999 | Atenas · ( Grecia)                      | Atenas · ( Grecia)                      |
| LXXI     | 2001 | Antalya ( Turquía)                      | Antalya ( Turquía)                      |
| LXXII    | 2002 | Varsovia · ( Polonia)                   | Varsovia · ( Polonia)                   |
| LXXIII   | 2003 | Vancouver · ( Canadá)                   | Vancouver · ( Canadá)                   |
| LXXIV    | 2005 | Doha ( Catar)                           | Doha ( Catar)                           |
| LXXV     | 2006 | Santo Domingo · ( República Dominicana) | Santo Domingo · ( República Dominicana) |
| LXXVI    | 2007 | Chiang Mai ( Tailandia)                 | Chiang Mai ( Tailandia)                 |
| LXXVII   | 2009 | Goyang ( Corea del Sur)                 | Goyang ( Corea del Sur)                 |
| LXXVIII  | 2010 | Antalya ( Turquía)                      | Antalya ( Turquía)                      |
| LXXIX    | 2011 | París ( Francia)                        | París ( Francia)                        |
| LXXX     | 2013 | Breslavia · ( Polonia)                  | Breslavia · ( Polonia)                  |
| LXXXI    | 2014 | Almaty · ( Kazajistán)                  | Almaty · ( Kazajistán)                  |
| LXXXII   | 2015 | Houston ( Estados Unidos)               | Houston ( Estados Unidos)               |
| LXXXIII  | 2017 | Anaheim ( Estados Unidos)               | Anaheim ( Estados Unidos)               |
| LXXXIV   | 2018 | Asjabad ( Turkmenistán)                 | Asjabad ( Turkmenistán)                 |
| LXXXV    | 2019 | Pattaya ( Tailandia)                    | Pattaya ( Tailandia)                    |
| LXXXVI   | 2021 | Taskent ( Uzbekistán)                   | Taskent ( Uzbekistán)                   |
| LXXXVII  | 2022 | Bogotá · ( Colombia)                    | Bogotá · ( Colombia)                    |
| LXXXVIII | 2023 | Riad ( Arabia Saudita)                  | Riad ( Arabia Saudita)                  |
| LXXXIX   | 2024 | Manama ( Baréin)                        | Manama ( Baréin)                        |
| XC       | 2025 | Førde · ( Noruega)                      | Førde · ( Noruega)                      |
| XCI      | 2026 | Ningbo ( China)                         | Ningbo ( China)                         |
| XCII     | 2027 | Ereván ( Armenia)                       | Ereván ( Armenia)                       |
| XCII     | 2028 | Caracas · ( Venezuela)                  | Caracas · ( Venezuela)                  |

1. 1 2 3 4 5 6   Las ediciones de los Juegos Olímpicos de 1964, 1968, 1972, 1976, 1980 y 1984 contaron también como campeonatos mundiales.
2. 1 2 3  En los años 1988, 1992 y 1996 se realizó un campeonato solo para las mujeres; a partir del año 2000 se incluyó esta categoría en los Juegos Olímpicos.

## Medallero histórico
- Actualizado a Manama 2024.

| Núm. | País                 | Oro | Plata | Bronce | Total |
| ---- | -------------------- | --- | ----- | ------ | ----- |
| 1    | China                | 198 | 96    | 52     | 346   |
| 2    | Rusia                | 190 | 138   | 70     | 398   |
| 3    | Bulgaria             | 81  | 82    | 65     | 228   |
| 4    | Estados Unidos       | 43  | 54    | 33     | 130   |
| 5    | Austria              | 32  | 27    | 31     | 90    |
| 6    | Alemania             | 31  | 58    | 59     | 148   |
| 7    | Polonia              | 25  | 38    | 57     | 120   |
| 8    | Irán                 | 25  | 16    | 31     | 72    |
| 9    | Corea del Norte      | 22  | 27    | 25     | 74    |
| 10   | China Taipéi         | 18  | 23    | 24     | 65    |
| 11   | Kazajistán           | 17  | 9     | 8      | 34    |
| 12   | Turquía              | 15  | 20    | 20     | 55    |
| 13   | Egipto               | 14  | 14    | 14     | 42    |
| 14   | Tailandia            | 13  | 19    | 22     | 54    |
| 15   | Corea del Sur        | 12  | 22    | 28     | 62    |
| 16   | Hungría              | 11  | 38    | 42     | 91    |
| 17   | Grecia               | 10  | 15    | 11     | 36    |
| 18   | Japón                | 10  | 13    | 28     | 51    |
| 19   | Colombia             | 9   | 17    | 15     | 41    |
| 20   | Georgia              | 9   | 5     | 5      | 19    |
| 21   | Bielorrusia          | 8   | 8     | 8      | 24    |
| 22   | Ucrania              | 8   | 7     | 19     | 34    |
| 23   | Cuba                 | 8   | 5     | 11     | 24    |
| 24   | Rumania              | 7   | 13    | 12     | 32    |
| 25   | Francia              | 7   | 11    | 19     | 37    |
| 26   | Armenia              | 6   | 10    | 14     | 30    |
| 27   | Uzbekistán           | 6   | 5     | 5      | 16    |
| 28   | Indonesia            | 5   | 12    | 10     | 27    |
| 29   | Reino Unido          | 5   | 5     | 10     | 20    |
| 30   | Catar                | 5   | 4     | 4      | 13    |
| 31   | Suiza                | 4   | 4     | 2      | 10    |
| 32   | Finlandia            | 4   | 2     | 7      | 13    |
| 33   | Azerbaiyán           | 4   | 2     | 4      | 10    |
| 34   | India                | 3   | 9     | 5      | 17    |
| 35   | Estonia              | 3   | 4     | 6      | 13    |
| 36   | Checoslovaquia       | 3   | 3     | 15     | 21    |
| 37   | Italia               | 2   | 6     | 9      | 17    |
| 38   | Vietnam              | 2   | 5     | 7      | 14    |
| 39   | Noruega              | 2   | 3     | 1      | 6     |
| 40   | Turkmenistán         | 2   | 3     | 0      | 5     |
| 41   | España               | 2   | 2     | 4      | 8     |
| 42   | Australia            | 1   | 5     | 5      | 11    |
| 43   | Letonia              | 1   | 3     | 7      | 11    |
| 44   | Canadá               | 1   | 2     | 6      | 9     |
| 45   | Suecia               | 1   | 1     | 7      | 9     |
| 46   | Baréin               | 1   | 1     | 1      | 3     |
| 47   | Chile                | 1   | 1     | 0      | 2     |
| 48   | Filipinas            | 1   | 0     | 5      | 6     |
| 48   | Venezuela            | 1   | 0     | 5      | 6     |
| 50   | Eslovaquia           | 1   | 0     | 1      | 2     |
| 50   | Macao                | 1   | 0     | 1      | 2     |
| 50   | Túnez                | 1   | 0     | 1      | 2     |
| 53   | Mongolia             | 1   | 0     | 0      | 1     |
| 54   | Bélgica              | 0   | 4     | 3      | 7     |
| 55   | Ecuador              | 0   | 3     | 9      | 12    |
| 56   | Nigeria              | 0   | 3     | 4      | 7     |
| 57   | Dinamarca            | 0   | 3     | 0      | 3     |
| 58   | Países Bajos         | 0   | 2     | 0      | 2     |
| 59   | Moldavia             | 0   | 1     | 4      | 5     |
| 60   | Argentina            | 0   | 1     | 1      | 2     |
| 61   | Albania              | 0   | 1     | 0      | 1     |
| 61   | Brasil               | 0   | 1     | 1      | 2     |
| 63   | Croacia              | 0   | 1     | 0      | 1     |
| 63   | Guayana británica    | 0   | 1     | 0      | 1     |
| 63   | Líbano               | 0   | 1     | 0      | 1     |
| 63   | Lituania             | 0   | 1     | 0      | 1     |
| 63   | Madagascar           | 0   | 1     | 0      | 1     |
| 63   | Malasia              | 0   | 1     | 0      | 1     |
| 63   | Nueva Zelanda        | 0   | 1     | 0      | 1     |
| 70   | Birmania             | 0   | 0     | 5      | 5     |
| 70   | República Dominicana | 0   | 0     | 5      | 5     |
| 72   | Arabia Saudita       | 0   | 0     | 2      | 2     |
| 72   | Irak                 | 0   | 0     | 2      | 2     |
| 72   | México               | 0   | 0     | 2      | 2     |
|      | TOTAL                | 893 | 893   | 889    | 2675  |

1. ↑  Incluye las medallas obtenidas por la URSS.
2. ↑  Incluye las medallas obtenidas por la RFA y la RDA entre 1949 y 1990.